# Олт (окръг)
Вижте пояснителната страница за други значения на Олт.
Окръг Олт е окръг в Румъния, разположен в историческата област Влахия с административен център град Слатина (с 87 608 жители).

## География
Окръгът обхваща територия от 5498 km². През 2000 г. е имал 513 266 жители при гъстота на населението от 93 жит./km².

## Градове
- Слатина
- Каракал
- Балш
- Корабия
- Скорничещ
- Драганещ
- Пиатра Олт